# Beals Wright
Beals Coleman Wright, ameriški tenisač, * 19. december 1879, Boston, ZDA, † 23. avgust 1961, Alton, Illinois, ZDA.
Wright je leta 1905 osvojil Nacionalno prvenstvo ZDA v posamični konkurenci, v finalu je premagal Holcomba Warda. Še trikrat je zaigral v finalih, dvakrat ga je premagal William Larned, enkrat pa William Clothier. Z Wardom je v konkurenci moških dvojic osvojil turnir v letih 1904, 1905 in 1906, še trikrat pa je zaigral v finalih. Nastopil je na Poletnih olimpijskih igrah 1904 v St. Louisu, kjer je osvojil zlati medalji med posamezniki in moškimi dvojicami skupaj z Edgarjem Leonardom.
Leta 1956 je bil sprejet v Mednarodni teniški hram slavnih.

## Finali Grand Slamov

### Posamično (4)

#### Zmage (1)
| Leto | Turnir                   | Nasprotnik v finalu | Rezultat finala |
| 1905 | Nacionalno prvenstvo ZDA | Holcombe Ward       | 6–2, 6–1, 11–9  |

#### Porazi (3)
| Leto | Turnir                   | Nasprotnik v finalu | Rezultat finala    |
| 1901 | Nacionalno prvenstvo ZDA | William Larned      | 2-6, 8-6, 4-6, 4-6 |
| 1906 | Nacionalno prvenstvo ZDA | William Clothier    | 3-6, 0-6, 4-6      |
| 1908 | Nacionalno prvenstvo ZDA | William Larned      | 1-6, 2-6, 6-8      |

### Moške dvojice (6)

#### Zmage (3)
| Leto | Turnir                   | Partner       | Nasprotnika v finalu          | Rezultat finala         |
| 1904 | Nacionalno prvenstvo ZDA | Holcombe Ward | Kreigh Collins Raymond Little | 1–6, 6–2, 3–6, 6–4, 6–1 |
| 1905 | Nacionalno prvenstvo ZDA | Holcombe Ward | Fred Alexander Harold Hackett | 6–4, 6–4, 6–1           |
| 1906 | Nacionalno prvenstvo ZDA | Holcombe Ward | Fred Alexander Harold Hackett | 6–3, 3–6, 6–3, 6–3      |

#### Porazi (3)
| Leto | Turnir                   | Partner        | Nasprotnika v finalu          | Rezultat finala         |
| 1901 | Nacionalno prvenstvo ZDA | Leo Ware       | Holcombe Ward Dwight F. Davis | 3-6, 7-9, 1-6           |
| 1908 | Nacionalno prvenstvo ZDA | Raymond Little | Fred Alexander Harold Hackett | 1-6, 5-7, 2-6           |
| 1918 | Nacionalno prvenstvo ZDA | Fred Alexander | Vincent Richards Bill Tilden  | 3-6, 4-6, 6-3, 6-2, 2-6 |